# Keltská hudba (starověká)

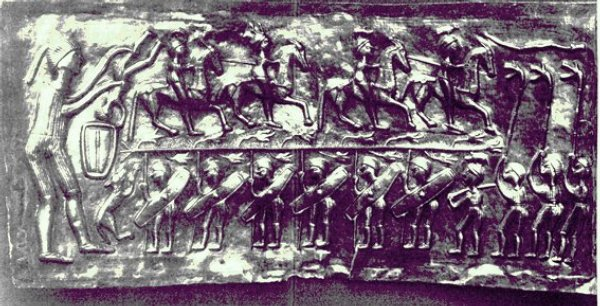
Hráči na karnyx (vpravo dole) na panelu z Kotlíku z Gundestrupu

Závěry o starověké hudbě Keltů z období laténské kultury (a z pozdně starověkého období galsko-římského a římsko-britského) se opírají převážně o řecké a římské zdroje, ale i o archeologické nálezy a jejich interpretace, včetně rekonstrukce starověkých keltských nástrojů. Většina psaných záznamů se zaměřuje na popisy vojenských střetnutí a zřejmě nejznámějšího soudobého keltského nástroje, karnyxu.